# Acacia rossei
Acacia rossei är en ärtväxtart som beskrevs av Ferdinand von Mueller. Acacia rossei ingår i släktet akacior, och familjen ärtväxter. Inga underarter finns listade i Catalogue of Life.